# Тарата (Калмыкия)
Тарата́ (калм. Тәрәтә) — посёлок в Целинном районе Калмыкии, в составе Верхнеяшкульского сельского муниципального образования. Расположен в долине реки Яшкуль, в 23 км к северо-западу от села Троицкое.
Население — 47 человек (2014)

## Название
Название посёлка производно от названия балки Тарата и происходит от калм. Тәрәтә), которое можно перевести как «хлебный», «зерновой», «с посевами» (калм. тәрән — хлеб; хлеба; зерно; посев, калм. -тә — окончание совместного падежа)

## История
Дата основания не установлена. Предположительно населённый пункт основан в 1920-е годы в рамках политики по «обоседланию» коренного населения. На карте РККА 1940 года отмечен под названием Новый Яшкуль. Под этим же названием посёлок обозначен на послевоенной карте СССР 1946 года. На административной карте Ставропольского края 1958 года указан под тем же названием, что и соседний населённый пункт — Западный. Дата присвоения современного наименования не установлена. На карте 1985 года посёлок отмечен как Тарата.

## Физико-географическая характеристика
Посёлок расположен на западе Целинного района в пределах Ергенинской возвышенности, являющейся частью Восточно-Европейской равнины, на левом берегу реки Яшкуль. Средняя высота над уровнем моря — 81 м. Рельеф местности равнинный. Общий уклон местности с северо-запада на юго-восток. К юго-западу от посёлка расположена балка Тарата.
По автомобильной дороге расстояние до столицы Калмыкии города Элиста составляет 35 км, до районного центра села Троицкое — 23 км, до административного центра сельского поселения посёлка Верхний Яшкуль — 6 км. Посёлок находится у автодороги с твёрдым покрытием Верхний Яшкуль — Чагорта.
Согласно классификации климатов Кёппена-Гейгера для Тараты характерен влажный континентальный с жарким летом и умеренно холодной зимой. Среднегодовая температура воздуха — 9,5 °C, количество осадков — 340 мм.

## Население
В конце 1980-х в Тарате проживало около 100 жителей.
| 2002 | 2010 | 2012 | 2014 |
| ---- | ---- | ---- | ---- |
| 57   | ↗74  | ↘45  | ↗47  |

Национальный состав
Согласно результатам переписи 2002 года большинство населения посёлка составляли русские (69 %)

## Социальная инфраструктура
Социальная инфраструктура не развита. Ближайшие учреждения культуры (дом культуры, библиотека) и образования (средняя школа, детский сад) расположены в посёлке Верхний Яшкуль. Медицинское обслуживание жителей посёлка обеспечивают врачебная амбулатория, расположенная в посёлке Верхний Яшкуль и Целинная центральная районная больница.
Посёлок Тарата электрифицирован и газифицирован (в 2008 году).